# إنغو أندربروج
إنغو أندربروج (بالألمانية: Ingo Anderbrügge) مواليد 2 يناير 1964 في داتلن، ألمانيا لاعب سابق لـ كرة القدم و كرة القدم الأمريكية ومارس مهنة مدرب كرة القدم.

## روابط خارجية
- إنغو أندربروج على موقع قاعدة بيانات كرة القدم.إي يو (الإنجليزية)
- إنغو أندربروج على موقع بيانات كرة القدم. دي إي (الألمانية)
- إنغو أندربروج على موقع عالم كرة القدم.نت (الإنجليزية)